# Ernesto Sáenz de Buruaga
Ernesto Sáenz de Buruaga Bustamante (Miranda de Ebro, Burgos, 1 de julio de 1956) es un periodista español especializado en radio. Dirigió y presentó desde septiembre de 2010 y hasta junio de 2014 el informativo matinal de COPE, La mañana.

## Biografía
Se licenció en Ciencias de la Información por la Universidad del País Vasco, comenzando su carrera profesional en Radio Castilla (SER), para luego pasar a Antena 3 Radio en Burgos. Posteriormente es director de Informativos de RNE en Castilla y León.
Ya en Madrid, dirige y presenta todas las franjas horarias de informativos de la radio pública: España a las 6, 7, y 8, el Diario de las 2, el Diario de la Tarde y Diario 24 horas, como también los programas: Tarde a tarde, o Escrito en el aire. En 1991 se incorpora a Televisión Española, y debuta ante las cámaras en el programa, que también dirige, Quién sabe dónde, en el que permanecería unos meses hasta ser sustituido por Francisco Lobatón. En 1994 pasa a Onda Cero como director de los informativos y dirige y presenta el Diario 14:30 horas y La Brújula.
En 1996 es nombrado por Mónica Ridruejo Director de los Servicios Informativos de TVE y se pone al frente de la segunda edición de Telediario, puesto en el que permanece hasta 1998. Ese año pasa a ocupar el cargo de director general de los Servicios Informativos de Antena 3 Television y a conducir el informativo de la cadena (Antena 3 Noticias) hasta 2002, año en el que fue nombrado consejero delegado de Antena 3 TV.
En septiembre de 2006 es fichado por Telemadrid para dirigir y presentar el programa de debate Madrid opina. Desde agosto de 2007, además, presenta en la misma cadena el espacio de entrevistas En persona, ambas producidas por New Atlantis.
Ha sido jurado de los Premios Príncipe de Asturias de Comunicación y Humanidades y del Premio Rey Jaime I de Nuevas Tecnologías.
A finales de 2008 presentó En persona, su primer libro.
Tras abandonar Madrid opina presentó en la temporada 2010-2011 el espacio de televisión La vuelta al mundo, del extinto canal Veo 7. Desde septiembre de 2010 Así Son Las Mañanas de la COPE
Desde septiembre de 2012 y hasta 2015 colaboró como tertuliano en el programa de análisis político El debate de La Primera, en TVE.
El 12 de junio de 2014 anuncia en antena que al final de la temporada deja el programa La Mañana y la Cadena COPE por motivos personales, algo que se hace efectivo el 27 de ese mismo mes.
Entre el 25 de mayo y el 9 de junio de 2015 dirigió y presentó el programa de debate político Así de claro, en La Primera de TVE.,.
El 8 de mayo de 2019 presentó su libro 'Mírame a los ojos' que escribió con Luis del Val en Santiago de Compostela, Galicia.

## Premios
- Premio Internacional Club de prensa
- TP de Oro
- 5 premios Antena de Oro (la última en 2013)[5]
- Premio de la Asociación Profesional de Radio y Televisión
- Premio Libertad de Expresión
- Premio de los Reporteros Gráficos Españoles
- Premio Baltasar Ibán (2013)
- Premio Micrófono de Oro (2011)

| Predecesor: María Antonia Iglesias | Director de los Servicios informativos de TVE 1996-1998                 | Sucesor: Javier González Ferrari |
| Predecesor: José Oneto             | Director de los servicios informativos de Antena 3 Television 1998-2002 | Sucesor: Javier Algarra          |